# 불고지죄
불고지죄(不告知罪)는 위법한 자를 인지한 상태에서 수사 기관에 이를 고지하지 않음로 인하여 성립하는 범죄를 가리킨다. 국가보안법 10조는 불고지의 요건을 국가보안법상 '반국가단체의 구성, 지령·목적수행, 자진 지원과 금품수수, 잠입·탈출, 찬양·고무, 회합·통신, 편의제공 등 7개의 죄를 지은 자임을 알면서도 수사기관 또는 정보기관에 알리지 않은 경우'로 규정하고 있다. 이 경우에 해당하면 불고지죄가 성립하는 것으로 볼 수 있다. 그러나 재야는 물론 정치권 일부에서는 불고지 처벌조항을 '반인권적'이라고 비판하고 있다. 헌법상 보장된 양심의 자유에 반할 뿐만 아니라 국민에게 '고자질'을 강요하는 비인간적 조항이기 때문이다.

## 같이 보기
- 양심의 자유#국가보안법상 불고지죄 사건